# Gisela Fuchs

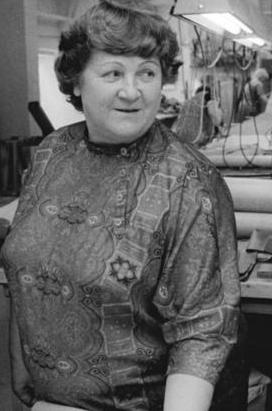
Gisela Fuchs 1986

Gisela Fuchs (geboren am 18. April 1928 in Ilsenburg) ist eine ehemalige Betriebsdirektorin des VEB „Fortschritt“ Magdeburg und war Abgeordnete der Volkskammer der DDR.

## Leben
Gisela Fuchs wurde als Tochter eines Arbeiters geboren und besuchte die Volksschule ihrer Geburtsstadt. Von 1943 bis 1946 absolvierte sie eine kaufmännische Lehre. Ab 1947 arbeitete sie als Hilfsarbeiterin, Zuschneidergehilfin und seit 1952 als Brigadeleiterin im VEB „Fortschritt“ in Magdeburg. 1954 trat sie dem Demokratischen Frauenbundes Deutschlands (DFD) bei. 1957 wurde sie in die SED aufgenommen. 1954 wurde Gisela Fuchs erstmals in die Volkskammer der DDR gewählt. Dort war sie Mitglied des Haushalts- und Finanzausschusses. Sie wurde bis zur Volkskammerwahl 1987 in die Volkskammer gewählt und gehörte dort der Fraktion des DFD an.
Sie war Meister der volkseigenen Industrie, Diplomingenieurökonom und zuletzt Betriebsdirektor des VEB „Fortschritt“ Magdeburg. Über ihren weiteren Lebensweg ist nichts bekannt.

## Ehrungen
- Aktivistin der sozialistischen Arbeit 1953 und 1957
- Silberne Ehrennadel des DFD 1957